# ペシャーワル
ペシャーワル（パシュトー語: پېښور、ウルドゥー語: پشاور、英語: Peshawar）は、パキスタンのカイバル・パクトゥンクワ州の州都。かつて連邦直轄部族地域（トライバルエリア、FATA）の行政上の中心地であった。人口197万人（2017年現在）。
ペシャーワルはペルシャ語で「高地の砦 (High Fort)」という意味である。日本ではペシャワール、ペシャワルとも表記される。西に50km行けばカイバル峠があり、アフガニスタンとの国境にとても近い。

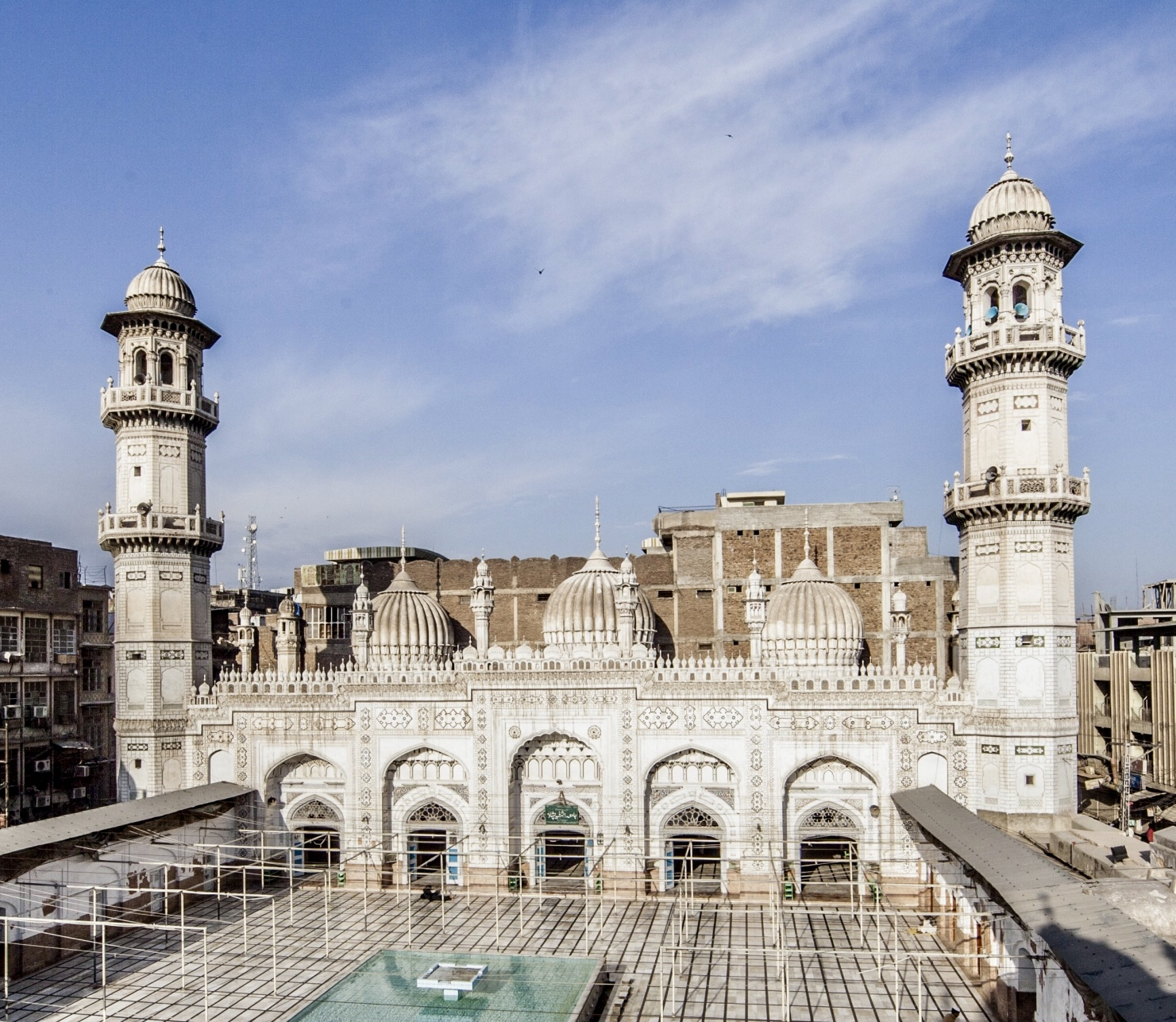
モハバト・カーン　モスク

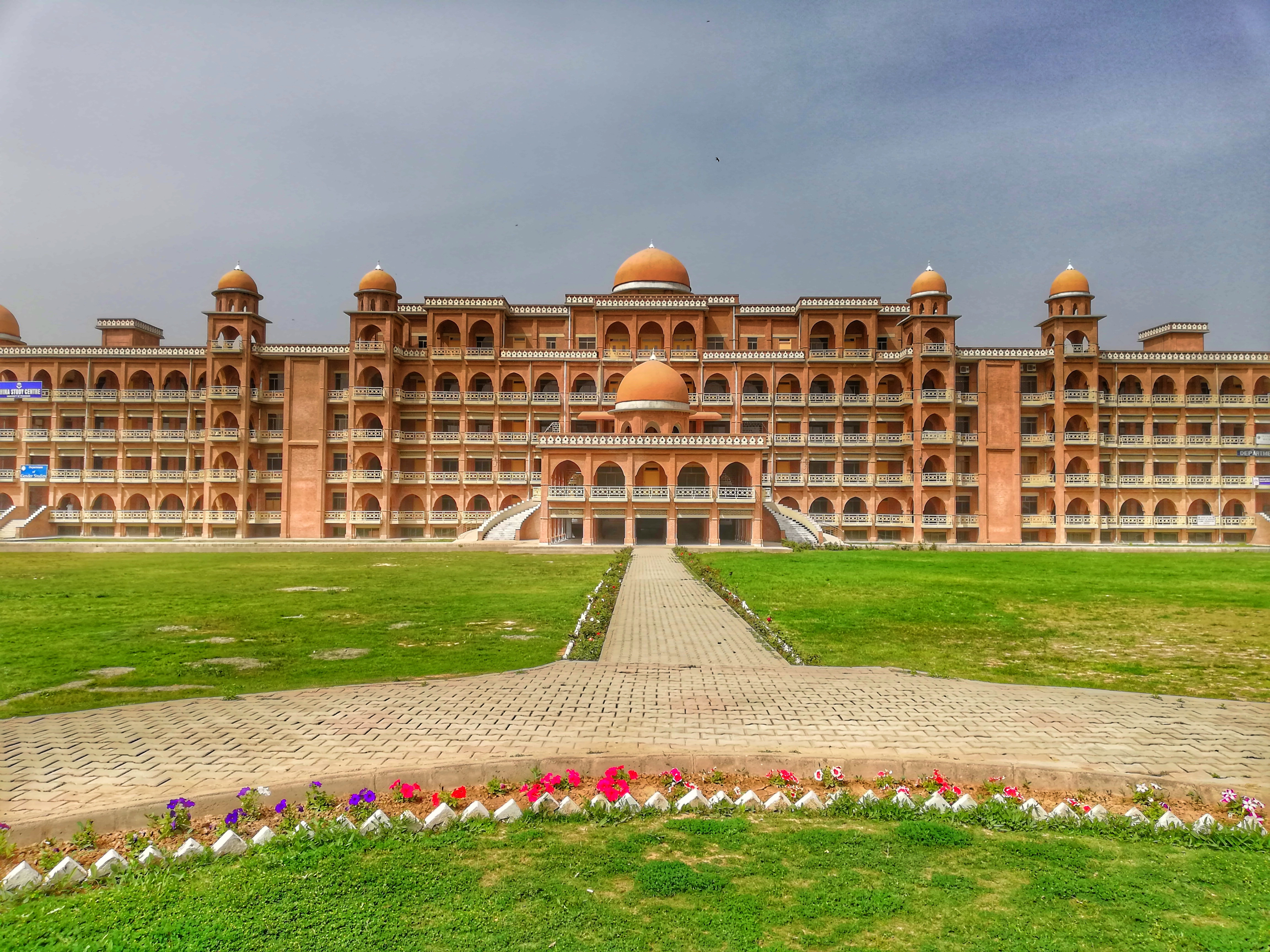
ペシャーワル大学

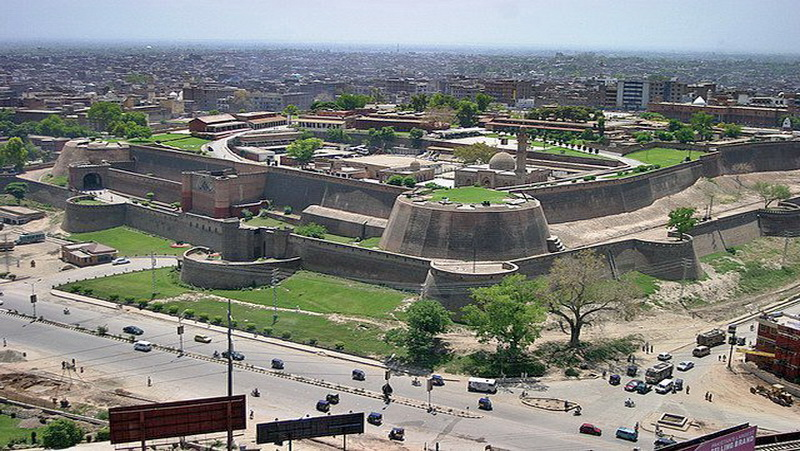
バラ・ヒッサール砦

## 歴史

### カニシカ王以前のペシャーワル
ペシャーワルは、カイバル峠からわずか50kmという地理的条件から古代より多くの民族の支配を受けてきた歴史を持つ。紀元前6世紀にはガンダーラの王国の支配を受けた。また、ハラッパーを中心とするインダス文明やバクトリア地方とを結ぶ結節点の役割を果たしてきた。歴史学者のTertius Chandlerによると、紀元前100年ごろには、ペシャーワルの町には12万人の人口を誇り、当時では世界で7番目に大きな都市であったという。
ヴェーダの文献に従うとプシュカラヴァーティと呼ばれる町が『ラーマーヤナ』の時代にあったとされる。しかし、この町の存在自体は考古学の研究においては妥当ではないとされる。記録に残っている歴史では、ペシャーワルにおける最古の都市は、サンスクリットで「人間の都市」を意味するプルシャプラ（Purushapura）がクシャーナ朝によって建設されたことから始まる。クシャーナ朝以前のペシャーワルは、ハカーマニシュ朝、アレクサンドロス3世の大帝国の支配を受けていたと考えられている。アレクサンドロス3世のディアドコイであるセレウコス1世はチャンドラグプタと争い、インドからの撤退を余儀なくされた。その後、ペシャーワルはマウリヤ朝の支配を受け、マウリヤ朝の時代に仏教が伝来した。
ペシャーワルを含む地域は、グレコ・バクトリア王国の王エウクラティデス1世（在位紀元前170年から159年）によって支配され、のちに、インド・グリーク朝へと発展を遂げた。インド・グリーク朝は現在のパキスタンから北インド一体を支配するにいたった。その後も中央アジアから多くの民族（パルティア、イラン系諸民族）がペシャーワルに侵入した。その中で、最も有名なのが、インド・パルティア王国を建国したとされるゴンドファルネスである。彼は、紀元前46年にペシャーワルへの侵攻を開始した。

### 仏教全盛時代のペシャーワル
ペシャーワルが、ガンダーラ地方の中心部を構成するようになったのはクシャーナ朝・カニシカ王の時代である。少なくとも西暦127年に即位したカニシカ王は、ペシャーワルを仏教研究の中心へと発展させた。当時としては最大級の釈迦の遺骨を納めるストゥーパを建設する一方で、ペシャーワル旧市街には、Ganj Gateと呼ばれる門を建設した。
カニシカ王が建設したストゥーパは、アフガニスタンの山々からガンダーラ平原に降り立った人々を大いに驚嘆させる建築物であったと伝えられている。400年ごろ、中国から経典を求めてインドへ旅した僧法顕は、カニシカ王のストゥーパについて記録した。ストゥーパの高さは約120mであり、その美しさは類を見ないものであると記録した。玄奘がペシャーワルを訪問したのは、634年であるが、そのころにはペシャーワルの仏教寺院はかなり荒廃が進んでいたとされる。

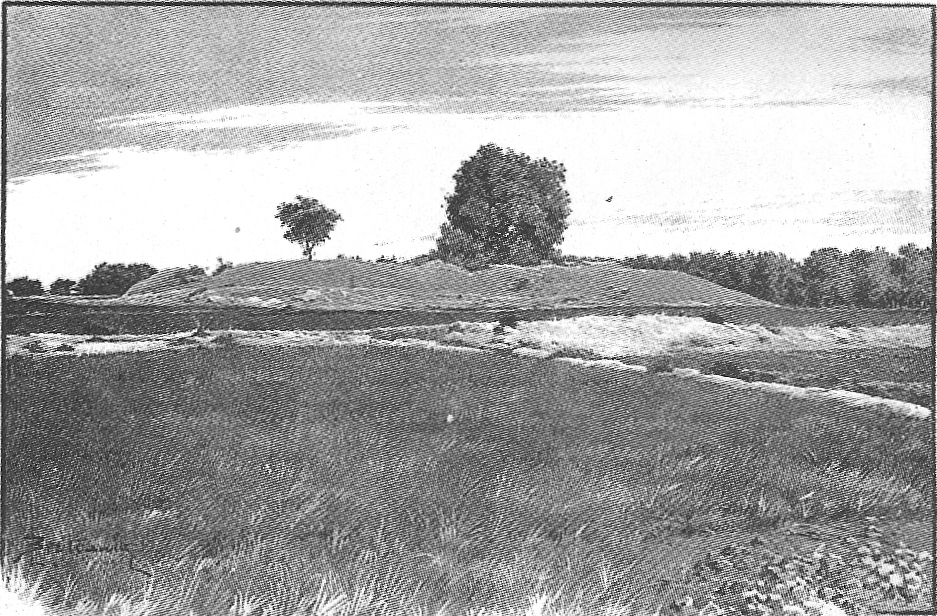
カニシカ王のストゥーパ

### イスラーム化以後のペシャーワル
ペシャワールがトルコ系ムスリムの支配を受けるようになったのは988年のことであった。それから、16世紀までの間、トルコ系ムスリムに協力したパシュトゥーン人の支配を受けることとなった。ムガル帝国がインドで勃興し、初代皇帝バーブルが今日のウズベキスタンまで侵攻し、ペシャーワルの再興が促された。1530年には、孫のアクバルが現在のペシャーワルを名づけ、市場や要塞の拡充に努めた。ムスリムの技術者、官僚、戦士、貿易商人、科学者、建築家、教育者、神学者、スーフィーらがペシャーワルに居住するようになった。

### 近代以降のペシャーワル
アフガニスタン紛争 (1978年-1989年) 中、CIAとISIに支援されたムジャーヒディーン各派の政治的な中心地として機能した。80年代から現在に至るまで多くのアフガニスタン難民が居住している。

## 気候
ケッペンの気候区分ではステップ気候。夏季は非常に高温で冬季は温暖。日最高気温は 6 月がもっとも高く、平均で 40 ℃ を超える。日最低気温は 6 月から 8 月にかけて平均で 25 ℃ 以上である。1 月がもっとも気温が低く、日最低気温および日最高気温の平均は、それぞれ 4 ℃ および 18 ℃ 程度である。観測史上の最高、最低気温は、それぞれ、1995 年 6 月 18 日に記録した 50 ℃ と、1970 年 1 月 7 日に記録した -4 ℃ である。
30 年間の平年では年間降水量は 400 mm 程度である。2003 年には 904.5 mm の最大値を記録した。パキスタンの大部分はモンスーン気候に含まれるが、ペシャーワルは含まれない。降水のピークは夏季以外にも早春にも現れる。西方からの低気圧擾乱により  2 月から 4 月に特に多い月間降水量が記録される。早春の月間降水量の記録は 2007 年 2 月に記録した 236 mm である。一方で、夏季の月間降水量の記録は 2010 年 7 月に記録した 402 mm である。2010 年 7 月には、24 時間降水量 274 mm の記録を 29 日に観測した。それまでの 24 時間降水量の記録は 2009 年 4 月の 187 mm であった。平年の早春の降水量は夏季よりも多い。
| ペシャーワル (Peshawar; 1961–1990)の気候 | ペシャーワル (Peshawar; 1961–1990)の気候 | ペシャーワル (Peshawar; 1961–1990)の気候 | ペシャーワル (Peshawar; 1961–1990)の気候 | ペシャーワル (Peshawar; 1961–1990)の気候 | ペシャーワル (Peshawar; 1961–1990)の気候 | ペシャーワル (Peshawar; 1961–1990)の気候 | ペシャーワル (Peshawar; 1961–1990)の気候 | ペシャーワル (Peshawar; 1961–1990)の気候 | ペシャーワル (Peshawar; 1961–1990)の気候 | ペシャーワル (Peshawar; 1961–1990)の気候 | ペシャーワル (Peshawar; 1961–1990)の気候 | ペシャーワル (Peshawar; 1961–1990)の気候 | ペシャーワル (Peshawar; 1961–1990)の気候 |
| 月                                       | 1月                                      | 2月                                      | 3月                                      | 4月                                      | 5月                                      | 6月                                      | 7月                                      | 8月                                      | 9月                                      | 10月                                     | 11月                                     | 12月                                     | 年                                       |
| ---------------------------------------- | ---------------------------------------- | ---------------------------------------- | ---------------------------------------- | ---------------------------------------- | ---------------------------------------- | ---------------------------------------- | ---------------------------------------- | ---------------------------------------- | ---------------------------------------- | ---------------------------------------- | ---------------------------------------- | ---------------------------------------- | ---------------------------------------- |
| 最高気温記録 °C （°F）                   | 27.0 (80.6)                              | 30.0 (86)                                | 36.0 (96.8)                              | 42.2 (108)                               | 45.2 (113.4)                             | 48.0 (118.4)                             | 46.6 (115.9)                             | 46.0 (114.8)                             | 42.0 (107.6)                             | 38.5 (101.3)                             | 35.0 (95)                                | 29.0 (84.2)                              | 48 (118.4)                               |
| 平均最高気温 °C （°F）                   | 18.3 (64.9)                              | 19.5 (67.1)                              | 23.7 (74.7)                              | 30.0 (86)                                | 35.9 (96.6)                              | 40.4 (104.7)                             | 37.7 (99.9)                              | 35.7 (96.3)                              | 35.0 (95)                                | 31.2 (88.2)                              | 25.6 (78.1)                              | 20.1 (68.2)                              | 29.4 (84.9)                              |
| 日平均気温 °C （°F）                     | 11.2 (52.2)                              | 12.9 (55.2)                              | 17.4 (63.3)                              | 23.2 (73.8)                              | 28.6 (83.5)                              | 33.1 (91.6)                              | 32.2 (90)                                | 30.7 (87.3)                              | 28.9 (84)                                | 23.7 (74.7)                              | 17.6 (63.7)                              | 12.5 (54.5)                              | 22.7 (72.9)                              |
| 平均最低気温 °C （°F）                   | 4.0 (39.2)                               | 6.3 (43.3)                               | 11.2 (52.2)                              | 16.4 (61.5)                              | 21.3 (70.3)                              | 25.7 (78.3)                              | 26.6 (79.9)                              | 25.7 (78.3)                              | 22.7 (72.9)                              | 16.1 (61)                                | 7.6 (45.7)                               | 4.9 (40.8)                               | 15.9 (60.6)                              |
| 最低気温記録 °C （°F）                   | −3.9 (25)                                | −1.0 (30.2)                              | 1.7 (35.1)                               | 6.7 (44.1)                               | 11.7 (53.1)                              | 13.3 (55.9)                              | 18.0 (64.4)                              | 19.4 (66.9)                              | 12.0 (53.6)                              | 8.3 (46.9)                               | 1.1 (34)                                 | −1.3 (29.7)                              | −3.9 (25)                                |
| 降水量 mm （inch）                       | 26.0 (1.024)                             | 42.7 (1.681)                             | 78.4 (3.087)                             | 48.9 (1.925)                             | 27.0 (1.063)                             | 7.7 (0.303)                              | 42.3 (1.665)                             | 67.7 (2.665)                             | 17.9 (0.705)                             | 9.7 (0.382)                              | 12.3 (0.484)                             | 23.3 (0.917)                             | 403.9 (15.901)                           |
| 平均月間日照時間                         | 195.5                                    | 189.5                                    | 194.5                                    | 231.3                                    | 297.1                                    | 299.5                                    | 273.8                                    | 263.2                                    | 257.3                                    | 266.1                                    | 234.8                                    | 184.4                                    | 2,887                                    |
| 出典1：NOAA (1961-1990)                  |                                          |                                          |                                          |                                          |                                          |                                          |                                          |                                          |                                          |                                          |                                          |                                          |                                          |
| 出典2：PMD                               |                                          |                                          |                                          |                                          |                                          |                                          |                                          |                                          |                                          |                                          |                                          |                                          |                                          |

## 施設・歴史的建造物

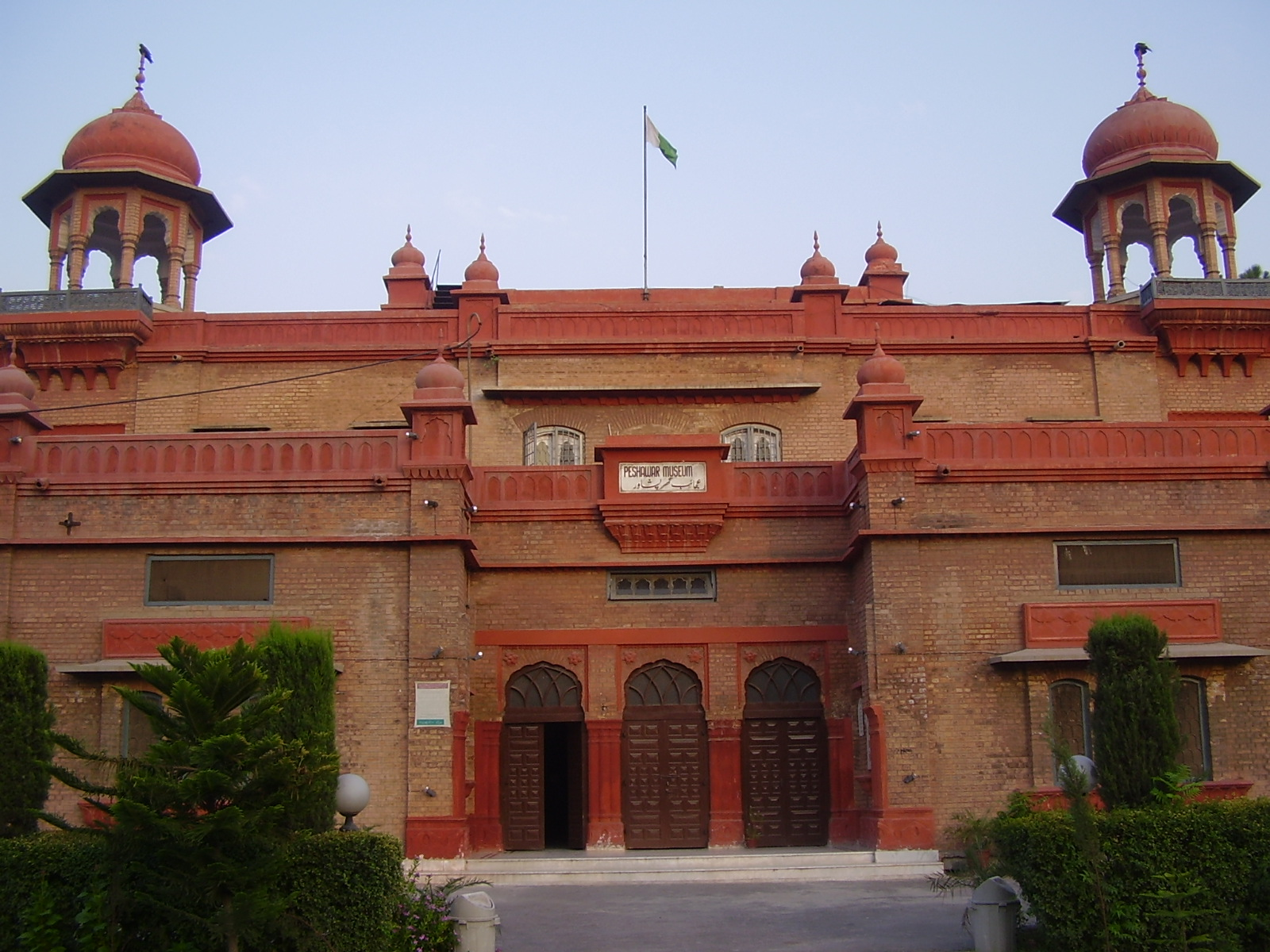
ペシャーワル博物館

## 交通
- バシャ・カーン国際空港

## 姉妹都市
- ウルムチ市、中国
- リスボン、ポルトガル